# Хардинг, Джон, 1-й барон Хардинг Петертонский
Алан Фрэнсис Джон Хардинг, 1-й барон Хардинг Петертонский (англ. Allan Francis John Harding, 1st Baron Harding of Petherton;  10 февраля 1896 — 20 января 1989) — британский военачальник и государственный деятель, фельдмаршал (1953).
Получил образование в средней школе в городе Илминстере и в Королевском колледже в Лондоне.

## Начало военной службы
В 1914 года поступил на службу в Территориальную армию. С началом Первой мировой войны перешёл в Британские Вооружённые Силы и зачислен в Сомерсетский полк лёгкой пехоты и в его рядах участвовал в боевых действиях на Месопотамском и Палестинском театрах военных действий.
После окончания войны долго служил в колониальных войсках в Британской Индии.

## Вторая мировая война
В начале Второй мировой войны командовал батальоном в том же Сомерсетском полку лёгкой пехоты, в котором начал службу 25 лет назад. С 1940 года — начальник штаба Первого Ближневосточного командования, с вступлением Италии в войну летом того же года были созданы так называемые «Силы Западной пустыни» в Северной Африке, в которых Хардинг также стал начальником штаба. В 1941 году — начальник штаба 13-го армейского корпуса, который сражался на том же Североафриканском театре войны.
В 1942 году отозван с фронта и был заместителем начальника штаба по военной подготовке Ближневосточного командования, затем заместителем начальника штаба в этом командовании. С сентября 1942 года — командир 7-й бронетанковой дивизии. Во главе этой дивизии сражался в боях Североафриканской кампании, отличился в сражении при Эль-Аламейне. В январе 1943 года тяжело ранен в боях в Тунисе.
После выздоровления командовал 8-м армейским корпусом в Итальянской кампании. В 1944 году назначен начальником штаба 15-й группой армий союзных войск в Италии. С марта 1945 года до конца войны командовал 13-м армейским корпусом в Италии.

## Послевоенная служба
После окончания войны с 1946 года — главнокомандующий британскими войсками в Средиземноморье, сменив на этой должности фельдмаршала Харольда Александера. С 1947 года — главнокомандующий Южным командованием. С 1949 года — главнокомандующий сухопутными войсками Великобритании на Дальнем Востоке. С 1951 года — командующий Британской Рейнской Армией в Германии.
С ноября 1952 года — начальник Имперского Генерального Штаба. В 1953 году произведен в фельдмаршалы. В сентябре 1955 года уволен в отставку.

## Война на Кипре
С октября 1955 года — генерал-губернатор Кипра, бывшего тогда британской колонией. Прибыв на остров в период усиления требований местного греческого населения за присоединение к Греции («энозис», то есть воссоединение), Хардинг объявил о наделении себя неограниченными полномочиями и приступил к политике массовых репрессий. Ответом стал переход руководства «Союза борцов за освобождение нации Кипра» (ЭОКА) к широким боевым действиям, которые выражались в целенаправленных террористических актах против британских военных, полицейских и чиновников. Хардинг ввёл на острове чрезвычайное положение и комендантский час, была создана система концентрационных лагерей. Было введено в повседневную практику задержание и арест любого «подозрительного» лица. Для лиц, задержанных с оружием или взрывчаткой, а также для тех, у кого они обнаружены в жилище, введена смертная казнь.
В противовес греческой ЭОКА были созданы и поддерживались Хардингом турецкие националистические формирования. Под влиянием мирового общественного мнения Хардинг был вынужден пойти на переговоры с архиепископом Макарием III, но своим категорическим нежеланием принимать какие-либо требования греков-киприотов быстро довёл их до провала. После этого Макариос III по его приказу был выслан с Кипра. В 1956 году боевики ЭОКА организовали покушение на Хардинга, но оно провалилось (заложенное в резиденции генерал-губернатора взрывное устройство не сработало).
Действия Хардинга были настолько вызывающими, что даже в британском общественном мнении возобладало негативное отношение к нему. В октябре 1957 года он был отозван с Кипра. Исправить последствия его непродуманной политики оказалось невозможным и в 1960 году Великобритания была вынуждена предоставить независимость Кипру.
В 1958 году ему был пожалован титул барона и он стал пэром Англии. Скончался на 93-м году жизни.

## Награды
- Рыцарь Большого креста ордена Бани (GCB)
- Командор ордена Британской империи (СВЕ)
- Кавалер ордена «За выдающиеся заслуги» (DSO)
- Военный крест (Великобритания) (МС)